# 北恵庭バスストップ

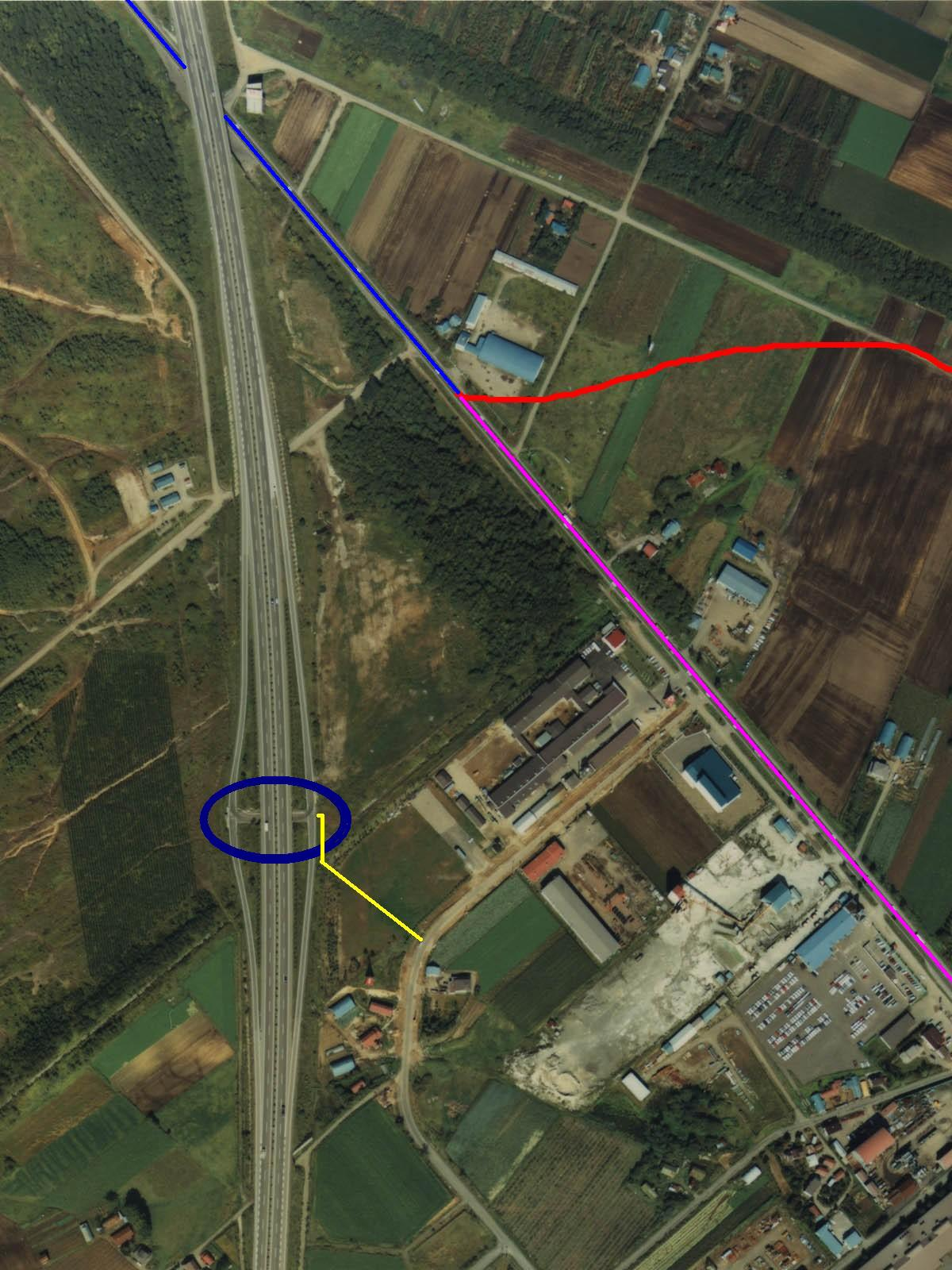
紺色の楕円の部分が北恵庭バスストップである。

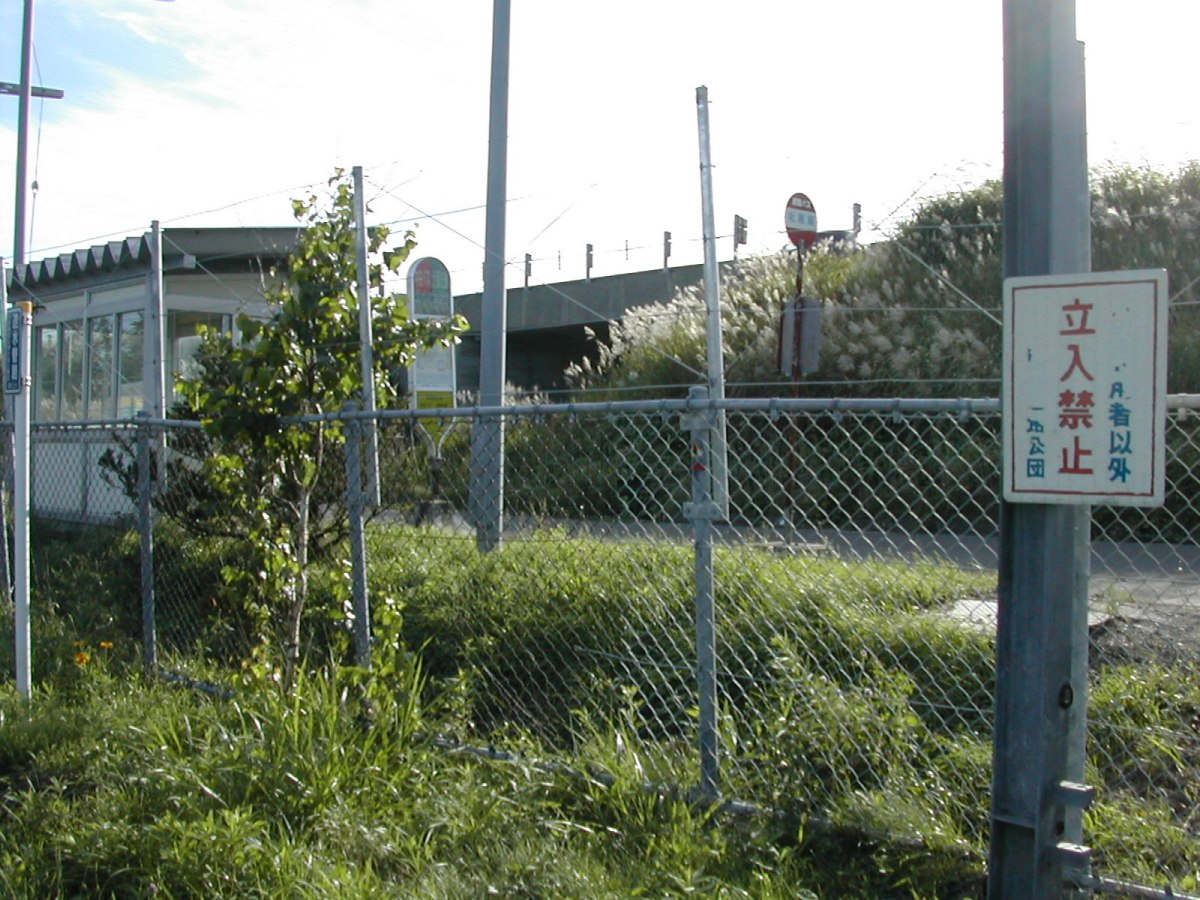
北恵庭バスストップへの入口

北恵庭バスストップ（きたえにわバスストップ）とは、かつて北海道恵庭市桜森に設けられていた、道央自動車道上の高速バス専用バス停留所である。2012年4月1日をもって休止となった。

## 概要
恵庭市北部、国道36号が新線（恵庭バイパス）と旧線を分岐する地点から南西に約400mのところにある。
高速道路への入口は東側（苫小牧・室蘭方面行き）にのみ設けられている。西側（札幌方面行き）のバス停に移動するには、当バス停に入るためのバス専用の側道を横切って（この場所では高速道路の本線は高架になっているので、そこをくぐる形になる）移動する。
北側に陸上自衛隊の北恵庭駐屯地が接している。南側は工業地区、南東側は住宅地となっている。

## 周辺
- 恵庭工業団地
- 恵庭バイパス
- 恵み野駅（約2km）

## 路線
停留所休止直前（2012年3月31日現在）

### 上り線（千歳・室蘭方向）
- 北海道中央バス・北都交通共同運行
  - 新千歳空港連絡バス　新千歳空港行
- 北海道中央バス
  - 高速とまこまい号 苫小牧駅前・苫小牧フェリーターミナル行
  - 高速むろらん号 室蘭産業会館・室蘭大谷高校行
- 道南バス
  - 高速ハスカップ号 苫小牧駅前行
  - 高速おんせん号 登別温泉行
  - 高速白鳥号 室蘭産業会館行
  - 高速室蘭サッカー号 室蘭大谷高校行
  - 高速伊達ライナー号 伊達駅前行
  - 高速ペガサス号 浦河ターミナル行
  - 高速ひだか号 日高ターミナル行

### 下り線（札幌方向）
- 北海道中央バス
  - 高速とまこまい号/高速むろらん号 札幌駅前ターミナル行（大谷地バスターミナル経由）

## 隣
道央自動車道
(28) 恵庭IC/BS - （北恵庭BS） - (27) 輪厚PA/SIC - (26) 北広島IC